# Deserta Grande
Deserta Grande je hlavním ostrovem souostroví Ilhas Desertas, řetězce tří ostrovů, náležejícím geograficky k Madeiskému souostroví. Leží v Atlantském oceánu ve vzdálenosti 23 km jihovýchodně od ostrova Madeira. Má protáhlý tvar o velikosti 13,5 x 2,4 km.

## Geografie
Ostrov Deserta Grande má rozlohu 10 km² a maximální nadmořskou výšku 479 m n. m. Podél pobřeží jsou četné jeskyně mezi skalami, ale také pláže a malé zátoky. Fajã Grande a Fajã da Doca, dvě největší zátoky, byly vytvořeny současnými sesuvy půdy na západě a východě ostrova v roce 1894.

## Historie
Ostrov byl objeven Portugalci v roce 1420. Na ostrově vznikly několikrát menší zemědělské kolonie, jejichž příslušníci pěstovali pšenici a ječmen. Vzhledem k nedostatku a špatné kvalitě místní vody ale tito zemědělci ostrov obvykle brzy opouštěli.
Od roku 1972 neprobíhá na ostrově žádná ekonomická aktivita a od roku 1990 se ostrov stal přírodní rezervací.
V současné době je však ostrov poměrně pravidelně navštěvován turisty. 

## Přírodní rezervace
Ostrov je součástí přírodní rezervace Desertas Islands a je na něm umístěna základna jejího správce.
Jižně od základny není povolen žádný přístup k ostrovu blíže než na 100 m za účelem ochrany kriticky ohrožené populace tuleně středomořského (Monachus monachus). Přístup k ostrovu je povolen pouze ze severu od přírodní základny. Zakázány jsou aktivity, jako je rybolov na vlasec nebo s použitím kopí.
Endemicky se na ostrově vyskytuje kriticky ohrožený, chráněný  pavouk Hogna ingens. Na ostrově hnízdí a rozmnožují se druhy mořských ptáků z čeledi buřňákovitých, jako buřňák atlantský (Calonectris borealis), buřňák Bulwerův (Bulweria bulwerii) a buřňáček madeirský (Oceanodroma castro). 

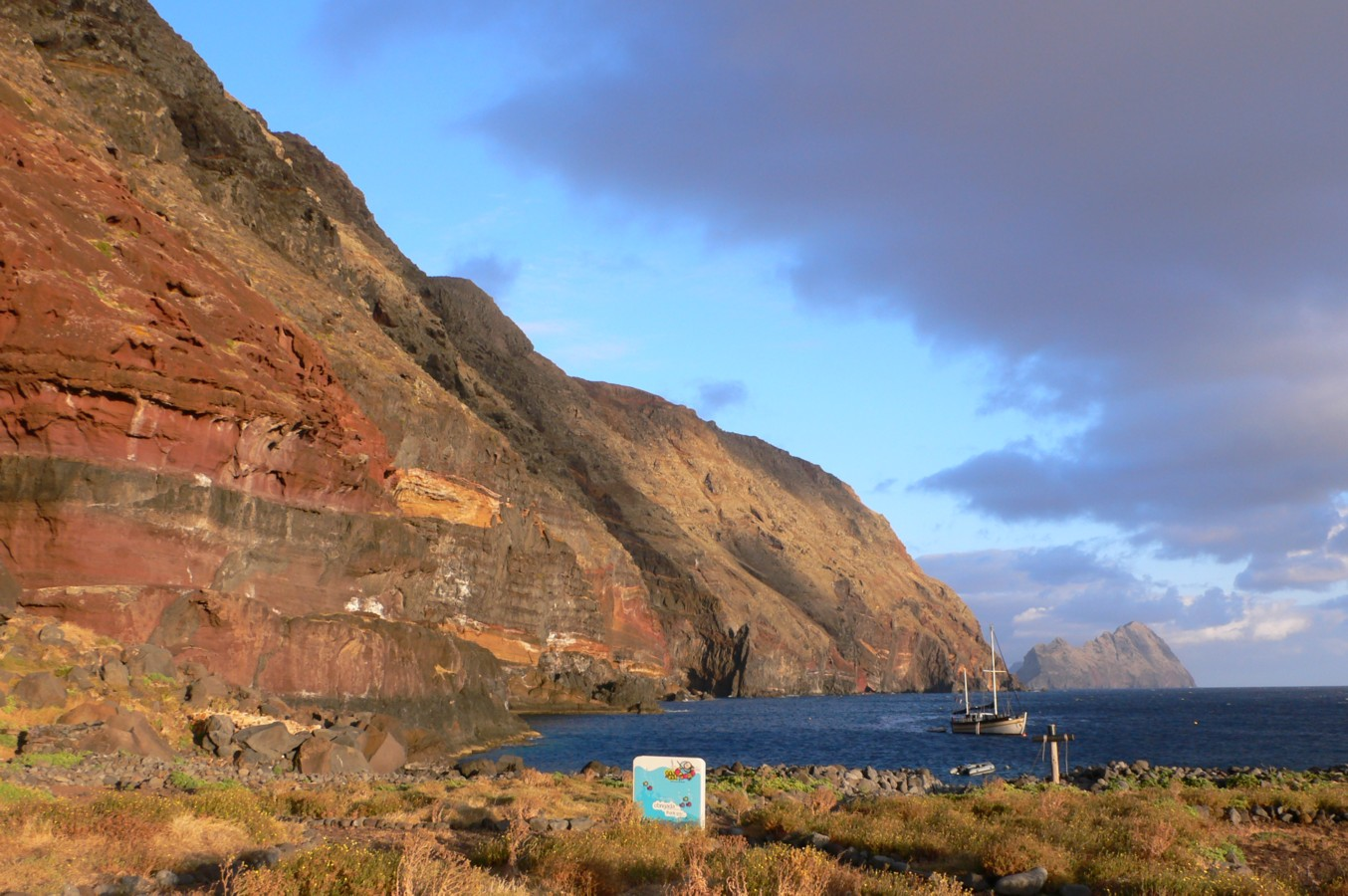
Západní pobřeží ostrova Deserta Grande, ze základny přírodní rezervace